# Срезневский, Иосиф Евсеевич
Иосиф Евсеевич Срезневский (1780 — ?) — российский философ

 и филолог, профессор философии и преподаватель естественного права в Казанском университете. Младший брат философа Ивана Срезневского. Дядя академика Измаила Срезневского.

## Биография
Родился в 1780 году в селе Сре́знево, Рязанской губернии. Отец его, местный священник Евсевий Иванович, обременённый большою семьёй, сильно нуждался в деньгах, — Однако, Иосиф, по примеру старшего брата, сподобился проторить путь в науку. Среднее образование он получил в Рязанской духовной семинарии (1790—1799 гг.), высшее — в Московской духовной академии (1799—1803 гг.). По окончании курса в последней, он был назначен учителем в своей родной семинарии и оставался в этой должности вплоть до 1807 года, когда по собственному желанию уволился и поступил в Санкт-Петербургский педагогический институт. 22 июня 1811 года Иосиф Евсеевич был зачислен кандидатом юридических наук в Казанский университет, где получил возможность подготовиться к испытанию на степень магистра прав, каковой и был удостоен 10 июля 1812 г. После этого и вплоть до 1814 года он преподавал в Казанской гимназии логику и «нравоучение».
23 июля 1815 г. Срезневский был утвержден адъюнктом философии и после смерти доцента Лубкина заменил последнего как в чтении лекций, так и в практических занятиях по этому предмету. В том же 1815 году ему было поручено и чтение естественного права взамен ушедшего профессора Неймана…

5 августа 1819 г. Иосиф Евсеевич, будучи уже в звании экстраординарного профессора (с 1 июня 1817 г.), внезапно, по «особенным причинам», был уволен из университета. Увольнение последовало сейчас же после университетской ревизии, произведённой «легендарным» Михаилом Магницким, которому везде и всюду чудились «неблагонамеренность» и «неблагонадежность», и который, кроме Срезневского, отрешил от занимаемых ими должностей еще 11 казанских профессоров. О причинах увольнения Срезневского Магницкий доносил в Петербург: «Профессор философии Срезневский, следуя системе Якоба (Якоби), руководствуется духом не весьма полезным и, по счастью, преподает лекции так дурно, что их никто не понимает. Просидев в классе его два часа, спросил я студентов, в чем лекция того дня состояла, и ни один не знал сего. Сделал вопросы из истории философии, которую они прежде слушали, но и в том ни от кого из них удовлетворительного ответа не получил». Главная причина увольнения Срезневского заключалась, однако, совсем не в слабых результатах его преподавания, тем более, что в другом месте отчета Магницкий, впадая в противоречие, говорит, что Срезневский «обладает хорошо русским языком и изъясняет с дарованием»; крылась же она в том «не совсем полезном духе», который Магницкий готов был усмотреть в самых невинных вещах и на этот раз усмотрел его "в произнесенной Срезневским на одном из университетских актов речи: «Рассуждение о разных системах нравоучения, сравненных по их началам» (напечатана в «Сборнике речей, произнесенных в торжественном собрании Императорского Казанского университета 5 июля 1817 г.» и в «Вестнике Европы», 1817 г., № 19, 170—198). Главная мысль, положенная Срезневским в основу своей речи: 
Человек в своих действиях должен руководствоваться исключительно нравственным законом, к чему толкает и влечет его сама природа, наделив его разумом, свободой воли, совестью и стыдом...
 — эта мысль послужила канвой для любопытных и характерных, в духе того времени, рассуждений Магницкого, изложенных им в отчете министру народного просвещения. Особенно же «ужасное» усмотрел Магницкий в восклицании Срезневского — 
Неужели не довольно для нас сих руководителей?!
 (то есть нравственного закона, разума, свободной воли) Эти слова в печатном экземпляре профессорской речи Магницким тщательно были подчеркнуты и сопровождались такой ремаркой: 
Если нравственное чувство может руководствоваться только внушениями рассудка и врожденным человеку инстинктом, то к чему же служит закон откровенной религии?
 Магницкий, т. о., исказил и букву, и дух речи Иосифа Срезневского, вполне гармонировавшей с учением Тертуллиана…

Хотя Срезневский был уволен без формальных ограничений в дальнейшей профессорской деятельности — конфликт с Магницким сказался на его дальнейшей судьбе. В мае 1820 г. в Харькове скончался крупный историк, профессор Г. П. Успенский. Вскоре Иосиф Евсеевич был выставлен конференцией Петербургского университета (в числе 6-ти других лиц) кандидатом на вакантную кафедру русской истории, географии и статистики в Харьковском университете. Иосиф Евсеевич Срезневский был хорошо известен в харьковских учёных кругах. Однако, утверждению его воспрепятствовал новый весьма агрессивный отзыв Магницкого, по которому Срезневский 
руководствуется духом весьма удаленным от христианского учения и заражен духом деизма
 Лишившись, таким образом, возможности продолжать свою деятельность в каком-либо университете, Срезневский в 1820 г. принял предложение преподавать русскую словесность, логику и красноречие в только что открытом Петербургском Артиллерийском училище, в котором и оставался вплоть до 1824 года.
30 сентября 1827 г. он подал прошение митрополиту, в котором писал, что, «познав тщету благ земных и даже самых светских наук», он просит определить его послушником в Александро-Невскую лавру. «Ни мир не может иметь во мне нужды» — писал он дальше — «ни я чем-нибудь к нему не привязан». Согласие последовало. В 1828 г. он по своей просьбе, ввиду расстроенного здоровья, был переведен в Калужскую епархию, в братство Калужского Архиерейского дома. Вместе с этим прекращаются сведения о его дальнейшей жизни, и самый год его смерти неизвестен.
Кроме упомянутой выше речи, Иосиф Срезневский напечатал еще:
- «Опыт краткой пиитики или История поэзии и красноречия всех просвещенных народов и правила, руководствующие к справедливому суждению о всех родах словесности» (в «Собрании образцов русских сочинений и переводов в стихах», изд. обществом любителей отечеств. словесности, 2-е изд. СПб. 1821 г.);
- «О новооткрытом Артиллерийском училище» («Сын Отечества», 1821 г., ч. 69, № 18, стр. 147—156);
- «Замечание на критику на послание к жене и друзьям, сочиненную Семёном Михайловичем Осетровым» (там же, № 16—18);
- «Рассуждение о влиянии словесности на нравственное образование человечества»; («Труды общ. любит. отечеств. словесн.», Каз. 1817).

Перевёл с немецкого:
- «Слово о выгодах, которые доставляют государству упражнения в науках» профессора Иоганна Эрдмана (Казань, 1815 г.) и
- «Естественные права» профессора Финке (Казань,, 1816 г.).

Помимо этого остались в рукописях:
- Статья «Краткое изображение систем философических», произнесенная им в Казанском обществе любителей отечественной словесности 8 июля 1818 г.;
- Речь «О необходимости преимущественно заниматься и знать язык отечественный» и
- Другая речь, читанная в торжественном собрании Императорского Казанского университета 5 июля 1819 г. — «О препятствиях к распространению народного просвещения и o способах к преодолению оных».